# Рыженогая неясыть
Рыжено́гая нея́сыть, или красноно́гая нея́сыть, или патагонская неясыть (лат. Strix rufipes) — представитель рода неясытей, обитающий в Южной Америке.

## Описание
Ареал рыженогой неясыти простирается от центральной и южной части Чили до западной Аргентины и Огненной Земли, реже её можно встретить на Фолклендских островах. Оперение обычно бледно-оранжевое с многочисленными тёмными и коричневыми полосками. Лицевой диск рыжеватый с тёмными глазами. Названия птице дали за её ноги, цвет которых варьируется от жёлто-коричневого до оранжевого. Среда обитания включает в себя предгорные леса и низменности. Взрослая особь вырастает до 33—38 см и весит 300—400 грамм. Высотный ареал достигает 2000 метров. Охотится ночью и в сумерках на мелких млекопитающих, рептилий и птиц. Период размножения предположительно начинается в октябре. Гнездятся в дуплах деревьев, самка откладывает от двух до трех белых яиц.

## Галерея

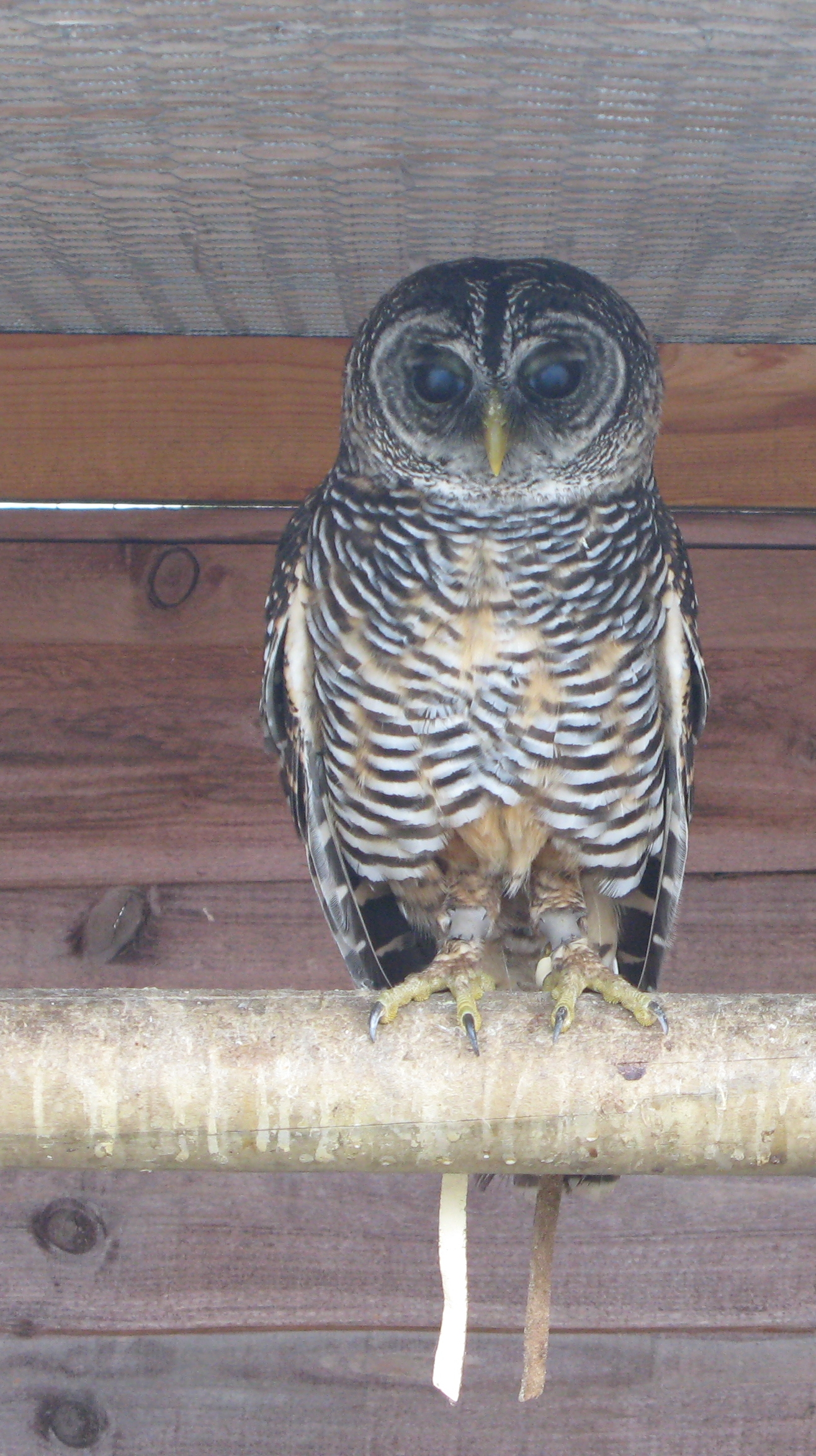